# Glynn Saulters
Glynn Saulters, född 10 februari 1945 i Minden i Louisiana, är en amerikansk före detta basketspelare.
Saulters blev olympisk mästare i basket vid sommarspelen 1968 i Mexico City.